# Al-Alak
Al-Alak (arab. ‏العلق‎) – 96. sura Koranu. Bywa określana jako al-Ikra (إقرا, „czytaj”) lub al-Kalam (القلم, „Pióro”).
Pierwsze pięć wersetów jest powszechnie uznawane za pierwszy objawiony fragment Koranu, choć niektórzy uważają, że jeszcze wcześniej została objawiona sura al-Muddaththir lub al-Fatiha.

## Treść
Sura stawia pod znakiem zapytania moralność ludzi uważających się za samowystarczalnych, żyjących bez świadomości istnienia Boga. Tekst skupia się na potępieniu bezbożności Abu Dżahla. Abu Dżahl próbował zakłócić modlitwę Mahometa, depcząc Jego kark stopami. Sura nakazuje Mahometowi i innym wiernym modlić się nie zważając na prześladowców, ponieważ Bóg widzi wszystko. Sura stwierdza również, że człowiek powstał z „kropli skrzepłej krwi” i to Allah obdarzył go wiedzą.